# Бейер, Аннестина
Аннестина Бейер (дат. Anna Kirstine «Annestine» Margrethe Beyer, 4 мая 1795 — 9 августа 1884) — датский педагог, первопроходец женского образования в Дании.

## Биография
Аннестина Бейер родилась в 1795 г. Она была дочерью владельца сахарного завода Ганса Петри Бейера и Элисабет Смит Орё. Она училась в копенгагенской школе для девочек Døtreskolen af 1791, и, получив образование, осталась работать в этой же школе учительницей. В то время в Дании возможности для обучения женщин были весьма ограниченными, и после школ девушки становились вовсе не учительницами в школах, а в своём большинстве гувернантками в обеспеченных семьях. Аннестина же была убеждена в необходимости получения женщинами хорошего образования и, имея множество идей реформирования школьного обучения, фактически доминировала в школе, отодвинув её директора на второй план.
В 1845 г. в Дании был введён закон, по которому школьный учитель должен был иметь документальное подтверждение своей компетенции, для чего был учреждён соответствующий надзорный орган. В те времена большая часть частных учителей Дании были женщинами, но у них не было формального образования, поскольку школ для девочек по-прежнему было мало, а для взрослых женщин учебных заведений не имелось вовсе. В следующем 1846 г. Аннестина основала женскую семинарию Den højere Dannelsesanstalt for Damer («Высшее женское учебное заведение»). Семинария предназначалась для подготовки взрослых учительниц, собирающихся работать в частных школах Копенгагена, чтобы они удовлетворяли требованиям, предъявляемым к ним надзорным органом школьного образования. Это было первое подобное академическое учебное заведение для женщин в Дании. Одними из учениц Аннестины Бейер были Натали Сале, основательница школы N. Zahles Skole и выдающаяся деятельница женского образования в Дании, и активистка и феминистка Луиза Вестергорд.
В 1859 г. в Дании был принят новый закон, по которому учительницам разрешалось получать официальные академические степени. Но образовательных учреждений, которые могли бы присваивать эти степени женщинам. Для них в 1861 г. Аннестина Бейер вместе с Николаем Феммером и Готфредом Бором открыла подготовительные курсы (Beyers, Bohrs og Femmers Kursus, впоследствии Femmers Kvindeseminarium).